# 波皮夫卡 (赫爾松州)
46°2′32″N 34°29′46″E / 46.04222°N 34.49611°E
波皮夫卡（烏克蘭語：Попівка，羅馬化：Popivka，發音：[popiŭka] ⓘ）是位於烏克蘭南部的村莊，由赫爾松州海尼切斯克區的海尼切斯克市镇負責管轄。該村始建於1939年，面積74.1平方公里，海拔高度9米，2013年人口106，人口密度每平方公里1.43人。